# Årsring

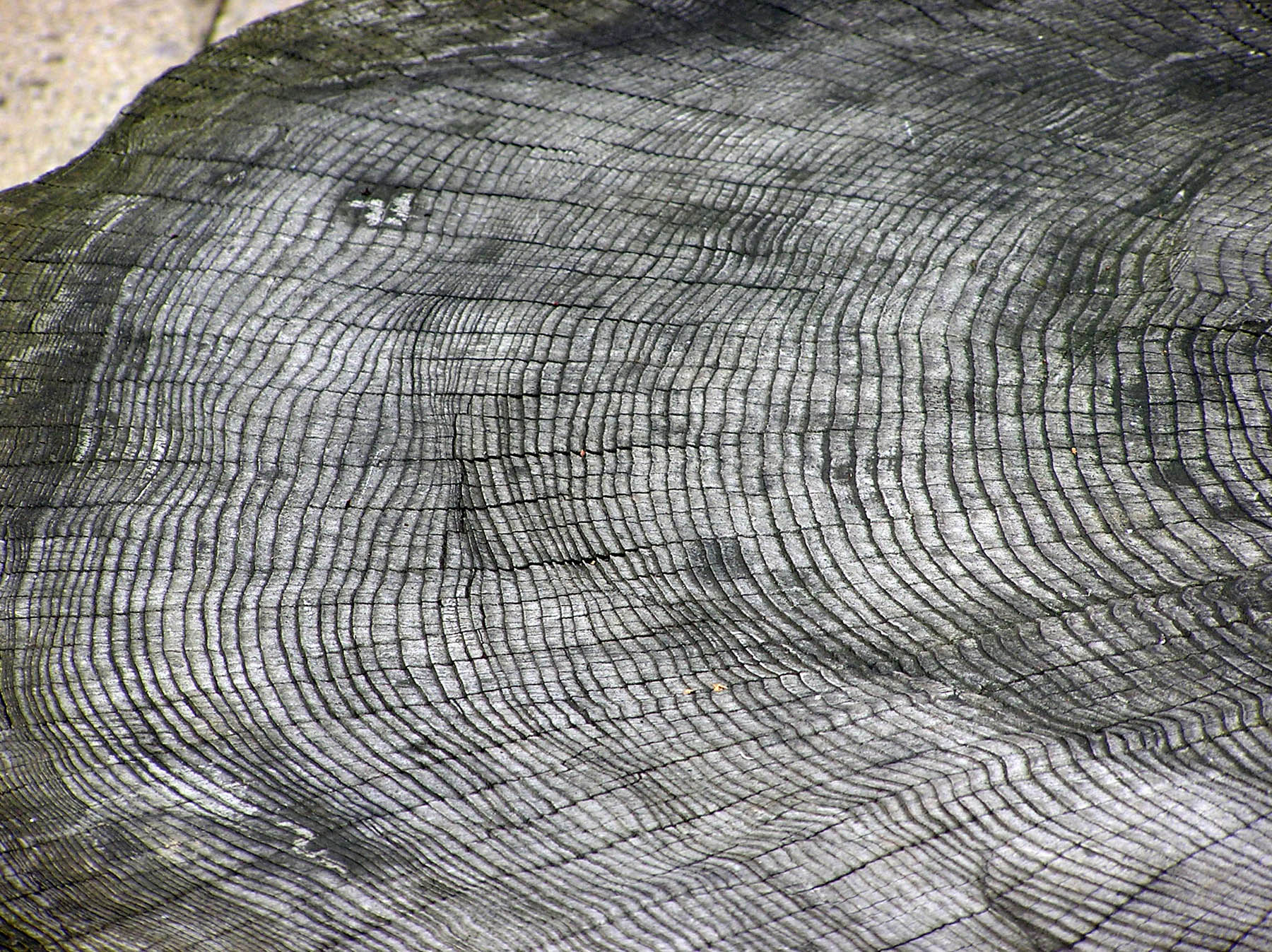
I denna stubbe syns årsringarnas asymmetri ganska tydligt. Längre upp på stammen är årsringarna vanligen jämnare än nära marknivån. Lägg också märke till att ringarna närmast bark är mycket tunnare än de längre in.

Årsringar är ett mönster som skapas vid en organisms tillväxt och syns tydligast på många träd och på vissa fiskars gällock.
På träd som växer i tempererade områden skapas mönstret av att den ved som bildas under våren och försommaren är ljusare och den som bildas på sensommaren och hösten är mörkare. Färgskillnaden beror huvudsakligen på vedens täthet, men också på att den mörkare höstveden har högre ligninhalt. På vintern sker ingen tillväxt. All tillväxt sker i kambium, tillväxtskiktet mellan bark och ved (xylem) vilket innebär att den yttersta årsringen är den yngsta. I ett tvärsnitt av stammen kan man räkna antalet ringar och på så vis få veta antalet år som trädet vuxit vid den nivå där snittet gjorts. Man kan även se hur tillväxten växlat mellan olika år. Breda årsringar vid bra tillväxt, smala vid dålig tillväxt och den kortsiktiga variationen beror huvudsakligen på väderförhållanden. 

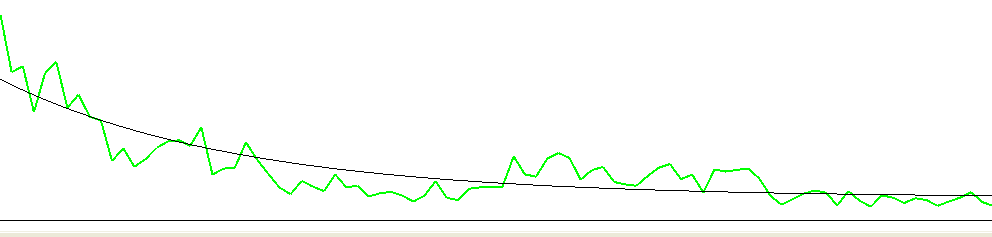
Ringarna blir smalare allterftersom trädet blir äldre. Här är årsringsbredderna på en 90 år gammal tall. (Mätt i brösthöjd).

Sett över trädets hela livscykel har unga träd oftast en betydligt snabbare tillväxt än äldre. Tillväxtens avtagande följer ofta i grunden en negativ exponentiell kurva, även om störningar och avvikelser är vanliga. Små träd kan exempelvis ofta stå undertryckta, och därmed hindras i sin tillväxt den första perioden. Trädens årsringar är ofta mer eller mindre asymmetriska, beroende på att trädet har viss förmåga att omfördela sin tillväxt för att möta mekanisk påverkan genom t.ex. vindtryck, barkskador och liknande. Årsringar kan alltså ha något varierande tjocklek på olika delar av trädet. Om trädet varaktigt lutar bildas tjurved på nedersidan.
Dendrokronologi är den vetenskap som systematiskt studerar trädens årsringsmönster för att exempelvis åldersbestämma gamla träföremål. 

## Se även

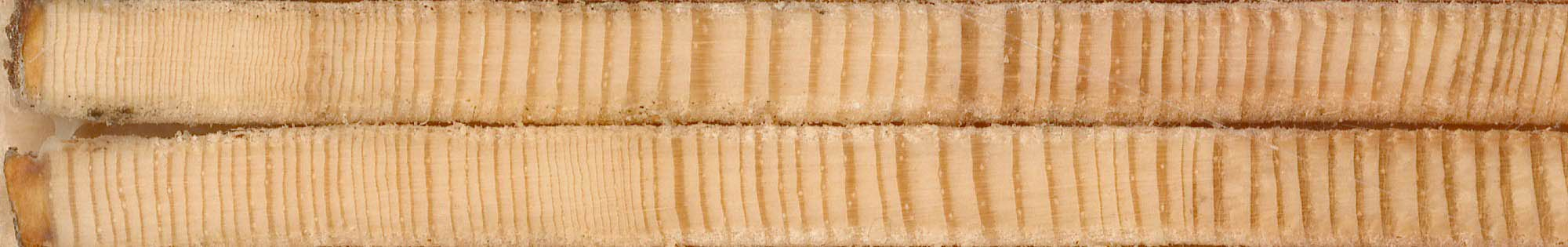
Årsringar i Tall (Pinus Sylvestris). Karaktäristiskt är den relativt distinkta övergången mellan vårved (ljus) och höstved (mörk), samt de ljusa prickarna som framträder i höstveden. Kärnveden (till höger) är också rödare i färgen än splintveden (till vänster), vilket dock framträder tydligare om virket utsatts för solljus. (Bildens höjd är i verkligheten 10 mm).

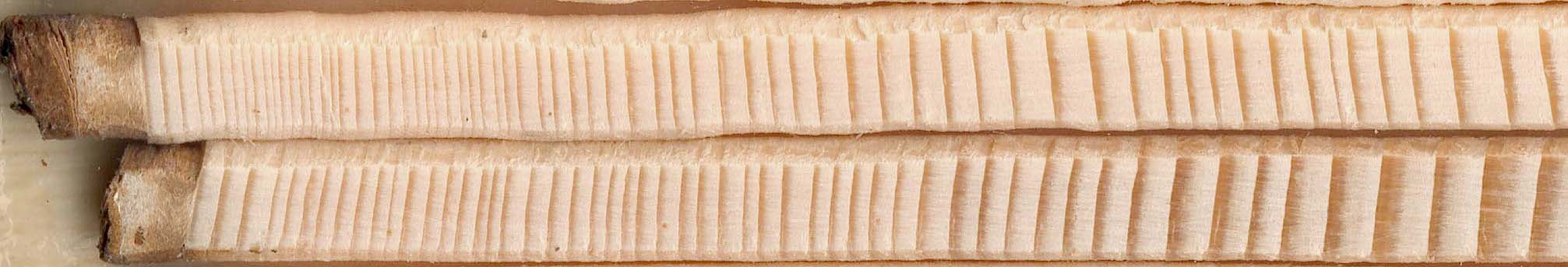
Årsringar i gran (Picea Abies). Övergången mellan vårved och höstved är mer diffus än hos tallen. I stället för tallens ljusa prickar, finns enstaka mörka, främst i vårveden. Det är svårt att alls se någon skillnad mellan splint- och kärnved i gran. (Bildens höjd är i verkligheten 10 mm).

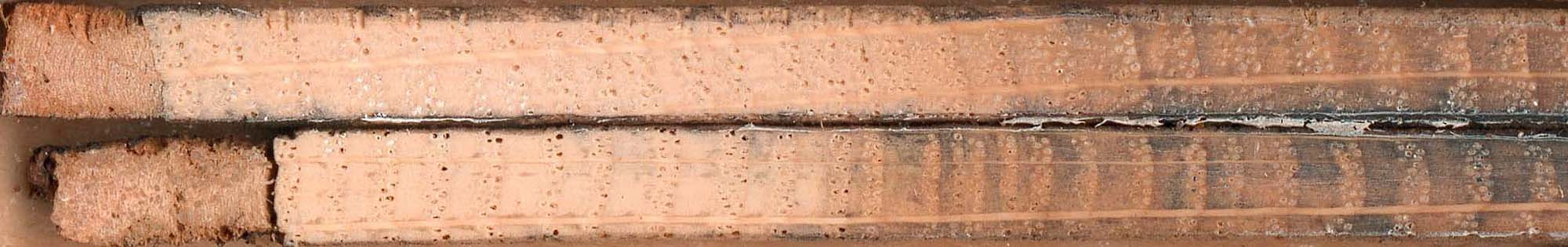
Årsringar i ek (Quercus Robur). Ekens vårved är full av grova porer, medan höstveden är kompakt. I splintveden är porerna öppna, så att man faktiskt kan se igenom ett omonterat borrprov, om man håller det mot ljuset. I kärnveden är de fyllda. Dessa prov är tagna på sommaren, varför den yttersta ringen endast består av vårved. Lägg märke till ekens karaktäristiska märgstrålar. (Bildens höjd är i verkligheten 10 mm).